# Michel Pinart
Pour les articles homonymes, voir Pinart.
Michel Pinart est un théologal de Sens, membre de l'Académie royale des inscriptions et belles-lettres, né à Sens en juillet 1659, et mort dans la même ville le 3 juillet 1717 (58 ans).

## Biographie
Michel Pinart est né dans une famille très modeste et il a perdu ses parents à un jeune âge sans qui lui fût laissé aucun bien. Il a été recueilli par une de ses tantes. L'abbé Boileau, grand vicaire de Sens, l'a fait recevoir à Paris parmi les disciples de Monsieur Germain Gillot. Il a appris dans son école le latin, le grec et les premiers éléments d'hébreu qui va être l'objet principal de ses études.
Au sortir de ses études, il s'est attaché au Père Louis Thomassin qui travaillait sur un glossaire universel, Glossarium hebraïcum, où il a tâché de faire des racines de la langue hébraïque la première des langues de celles qui se sont répandues de la Terre. Bien que Michel Pinart ne soit attaché qu'à l'arrangement mécanique de ce glossaire, cela lui a permis de faire des progrès en hébreu. Grâce à la connaissance de cette langue, il a pu donner des leçons particulières.
Sa réputation en hébreu lui a permis d'être employé comme sous-maître au collège Mazarin. 
Il est reçu comme élève à l'Académie royale des inscriptions et belles lettres en 1706 et a conservé cette place jusqu'à ce qu'il soit nommé vétéran après avoir été déclaré à la place de théologal de Sens, en 1712,. Il a présenté dans cette compagnie plusieurs mémoires sur les médailles juives et samaritaines, sur les talismans chargés de mots hébreux et arabes et sur les caractères des premières Bibles.
Dans sa théologale de Sens il a donné des cours consistant en l'explication littérale des passages de la Bible, et particulièrement des psaumes.
Il est mort le 3 juillet 1717 à la suite d'une colique néphrétique.

## Publications
- Sur le nom de Byrsa, donné à la citadelle de Carthage, bâtie par Didon, dans Histoire de l'Académie royale des inscriptions et belles-lettres, tome 1, p. 150
- Sur un passage du Premier livre des Rois, chapitre30, verset 7, dans Histoire de l'Académie royale des inscriptions et belles-lettres, tome 3, p. 102
- Dans le supplément du Journal des Sçavans de 1707, p. 229-238, il donne un article sur une nouvelle Bible Hébraïque imprimée à Amsterdam en 1705 en deux volumes (lire en ligne)

### Biographie
- Claude Gros de Boze, Éloge de M. Pinart, dans Histoire de l'Académie royale des inscriptions et belles-lettres depuis son établissement, avec les éloges des académiciens morts depuis son renouvellement, chez Hippolyte-Louis Guerin, Paris, 1740, tome 2, p. 123-131 (lire en ligne)
- PINART, dans Encyclopédie méthodique, ou par ordre de matières: Histoire, chez Panckoucke, Paris, 1790, tome 4, p. 301 (lire en ligne)